# Bradina itysalis
Bradina itysalis là một loài bướm đêm trong họ Crambidae.